# شزندرة طويلة الساق
شزندرة طويلة الساق (الاسم العلمي: Schisandra longipes) هي نوع نباتي يتبع جنس الشزندرة من فصيلة الشزندرية.